# Charles Du Fay
Charles François de Cisternay du Fay (Paris, 14 de setembro de 1698 – Paris, 16 de julho de 1739) foi um químico francês, descobridor europeu da eletricidade positiva e negativa, descrevendo pela primeira vez em termos de cargas elétricas a existência de atração e repulsão (1737).
Capitão do exército e diplomata francês, deixou estas atividades para estudar química e tornou-se químico da Academia Francesa. A partir do modelo primitivo de Otto von Guericke, aprofundou as pesquisas sobre as propriedades elétricas de numerosos materiais. Por exemplo, desenvolveu diversos experimentos acerca da condução da eletricidade observando que um fio de barbante seco era isolante enquanto que o barbante úmido era condutor.
Estudou detalhadamente o fenômeno da repulsão em corpos carregados (1733), descobrindo também que os objetos carregados se atraíam em certas circunstâncias enquanto que em outras se repeliam, concluindo pela existência de duas espécies diferentes de eletricidade, que designou, conforme o material de referência, por vítrea, a correspondente a hoje carga positiva, e a resinosa, a forma negativa da carga elétrica.
Comprovou a existência de dois tipos de força elétrica: uma de atração, já conhecida, e outra de repulsão. Para ele estava definido que a eletricidade tinha a propriedade de atrair corpos leves. Assim, baseando-se em experiências com várias substâncias, ele foi o primeiro a dividir os corpos em dois grandes grupos, segundo seu comportamento fiaico. Foi um dos principais cientistas da época.
A existência de dois tipos de eletricidade foi também comprovada de forma independente pelo cientista Benjamin Franklin (1706–1790), que aparentemente desconhecia os trabalhos desenvolvidos na Europa. O norte-americano criou o conceito de carga elétrica e atribuiu os sinais positivo e negativo para distinguir os dois tipos. Nessa época, já haviam sido reconhecidas duas classes de materiais: isolantes e condutores.
Estas contribuições teóricas permitiram o desenvolvimento da máquina eletrostática, cujos órgãos essenciais eram um mecanismo de arrastamento, o desmultiplicador e uma manivela, um elemento rotativo deslizante entre almofadas, produzindo eletricidade estática, e um acumulador de carga.
Foi nomeado superintendente dos Jardins du Roi, de Paris (1732), e também se destacou em Botânica e no estudo das propriedades ópticas dos cristais, e morreu em Paris, depois de uma breve enfermidade de varíola, com pouco mais de 40 anos de idade.